# Tatra 97

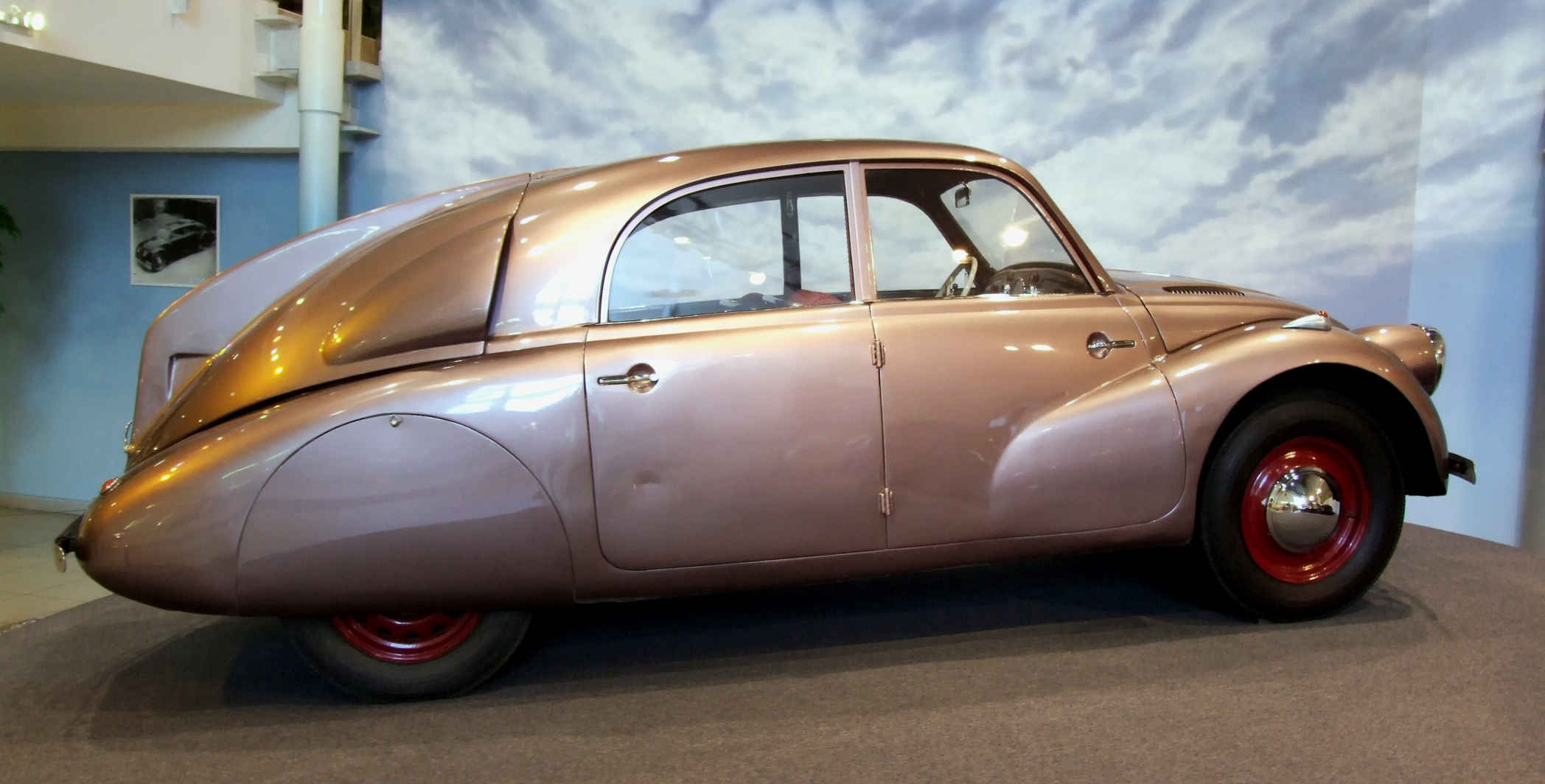
Tatra 97 в Копривнице

Type 97 — чехословацкий автомобиль среднего класса, производства фирмы Tatra. Выпускался недолгое время перед войной, с 1936 по 1939 год.

## История
Татра T97 была разработана в 1936 году как уменьшенный вариант Tatra T87. Вместо V8, на автомобиле стоял 4-цилиндровый 1,8-литровый оппозитный двигатель. При мощности двигателя 40 л.с. автомобиль развивал максимальную скорость 130 км/ч. Дизайн был также упрощен, вместо трёх фар стояли две, одинарное лобовое стекло, небольшие окошки вокруг плавника-стабилизатора на капоте вместо вытяжных решёток, кузов в целом уменьшился. Производство прекратилось после аннексии Чехословакии нацистами во избежание конкуренции с Volkswagen Käfer. На тот момент было выпущено 508 машин.
В 1946 году (за два года до прихода к власти Компартии) Tatra была национализирована, так как бывший владелец компании — барон фон Рихтгофен — а также многие менеджеры и конструкторы были осуждены за сотрудничество с фашистами. Производство довоенных моделей было возобновлено, но на смену 97-й Tatra очень быстро пришёл более крупный, современный и технологичный Tatra 600, заменивший также и ещё более крупную 87-ю модель.

## Сходство с KdF-Wagen / Volkswagen Käfer
Обтекаемый кузов и технические характеристики, особенно оппозитный двигатель с воздушным охлаждением, расположенный сзади, делают T97 очень похожей на Volkswagen Käfer. Считается, что Порше использовал дизайн Tatra, так как должен был построить автомобиль быстро и дёшево. Согласно книгам «Tatra — наследие Ганса Ледвинки» и «Автомобильные войны», Адольф Гитлер сказал: Tatra — машина для моих дорог». Фердинанд Порше позже признался, что при проектировании Volkswagen Käfer «подсмотрел через плечо Ледвинки».

«Tatra» подала на Порше в суд. Но в дело вмешался Гитлер, сказав, что урегулирует этот вопрос. Когда Чехословакия была захвачена нацистами, производство T97 было немедленно остановлено, и иск остался неудовлетворённым. После войны Tatra возобновила иск против компании Volkswagen. В 1967 году вопрос был решён, когда Volkswagen заплатил компании Tatra три миллиона немецких марок в качестве компенсации.
|  |  |  |